# Teresa Margolles
Teresa Margolles (née 1963 à Culiacán au Mexique) est une artiste contemporaine mexicaine.

## Biographie
Teresa Margolles est diplômée de science forensique, ainsi qu'en arts et communication. Au début des années 1990, elle fonde et anime le collectif SEMEFO, avant de se lancer dans une carrière artistique individuelle.  

## Œuvres
Depuis 1990, elle travaille à la morgue de Mexico. Son œuvre s’intéresse à la violence sociale vécue par les minorités, les femmes, les marginaux, les personnes transgenres. À travers des installations, performances, vidéos et photographies, elle entend « dénoncer la violence du monde ».  
Dès ses premières pièces, Teresa Margolles s’inscrit dans une esthétique gothique, qui mêle cadavres et revendications politiques. 
En 2019, pour la LVIIIe Biennale de Venise, Teresa Margolles présente deux œuvres importantes de sa carrière, respectivement créées en 2010 et 2014. La première, montrée dans le Pavillon central, est intitulée Muro Ciudad Juárez et prend la forme d'un mur d'école surmonté de barbelés où l'on aperçoit des impacts de balles. À l'Arsenal, l'installation sonore La Búsqueda évoque quant à elle les disparitions et féminicides de Venise. 

## Expositions
Teresa Marglles expose dans le monde entier, parmi ses grandes expositions monographiques :   
- Cadáveres, El Getho, Madrid, 1997
- Teresa Margolles: Das Leichentuch, Kunsthalle Wien, Vienne, 2003[13]
- Involution, Centre d’Art Contemporain, Brétigny-sur-Orge, 2005
- Caída Libre/Chute libre, Fonds régional d'art contemporain de Lorraine, Metz, 2005[14]
- Teresa Margolles, Los Angeles County Museum of Art, Los Angeles, 2010[15]
- El Testigo, Centro de Arte Dos de Mayo, Madrid, 2014[16]
- Mundos, Musée d'art contemporain Montréal, 2017[17]
- Tu t’alignes ou on t’aligne (O te alineas o te alienamos), BPS22, Charleroi, 2019[18]
- Tu t'alignes ou on t'aligne (en espagnol : O te alineas o te alineamos), BPS22, Charleroi, 2019[19]

En 2009, elle est choisie pour représenter son pays à la LIIIe Biennale de Venise. 
Son travail est également montré dans la grande exposition d'art féministe Global Feminisms, en 2007, au Brooklyn Museum à New York.  

## Distinctions
En 2012, Teresa Margolles obtient le Prix du Prince Claus, ainsi que la première place au Artes Mundi 5 à Cardiff. Deux ans plus tard, elle se voit remettre le Premio de Fotografía Latinoamericana Purificación García de la ville de Mexico.  
Lors de la LVIIIe Biennale de Venise, en 2019, elle est récompensée d'une mention spéciale.   